# Teor alcoólico no sangue

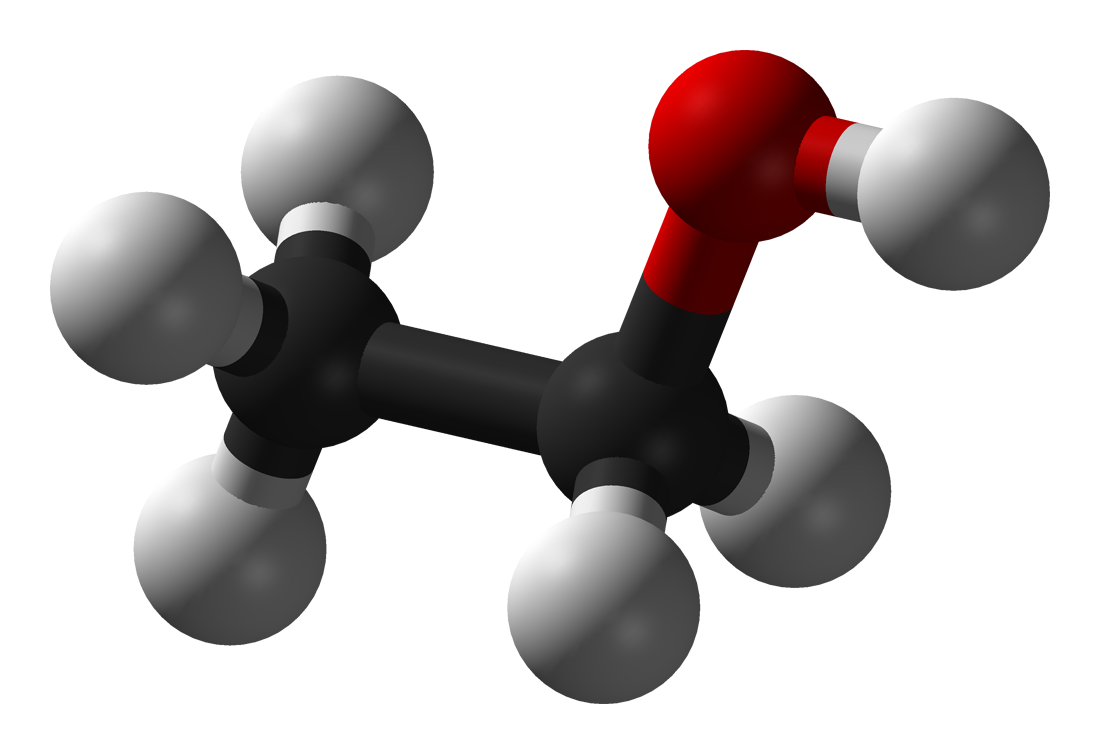
Molécula de etanol

O teor alcoólico no sangue (TAS) ou teor de álcool no sangue, também chamado de concentração de álcool no sangue ou nível de álcool no sangue, é uma medida de intoxicação alcoólica usada para fins legais ou médicos.
O TAS é expresso como massa de álcool por volume de sangue. Nos Estados Unidos da América (EUA), e em muitas publicações internacionais, o teor alcoólico no sangue é escritos como uma porcentagem, por exemplo 0,08% significa que há 0,08 g de álcool para cada 100 mL de sangue. Em diferentes países, o TAS máximo permitido ao dirigir varia do limite de detecção (tolerância zero) a 0,08%. Um TAS acima de 0,40% é potencialmente fatal.

## Unidades de medida
O TAS é geralmente definido como uma fração da massa de álcool por volume de sangue, com uma unidade derivada do Sistema Internacional de Unidades de kg/m3 ou, de forma equivalente, gramas por litro (g/L). Os países diferem na forma como essa quantidade é normalmente expressa. Os formatos comuns estão listados na tabela abaixo. Por exemplo, os EUA e muitas publicações internacionais apresentam o TAS como uma porcentagem, como 0,05%. Isso seria interpretado como 0,05 gramas por decilitro de sangue. Essa mesma concentração poderia ser expressa como 0,5‰ ou 50mg% em outros países.
| Indicação             | Unidades                               | Países que são usados |
| --------------------- | -------------------------------------- | --- |
| 1 por cento (%), 1 g% | 1 g/dL = 1 cg/mL = 10 g/L = 1 g/100 mL | EUA, Australia, Canadá |
| 1 por mil (‰)         | 1 g/L = 1 mg/mL                        | Áustria, Bélgica, França, Alemanha, Espanha, Bulgária, República Tcheca, Letônia, Lituânia, Países Baixos, Polônia, Portugal, Romênia, Rússia, Eslovênia, Suécia, Suíça, Turquia |
| 1 mg%                 | 1 mg/dL = 0,01 g/L = 1 mg/100 mL       | Reino Unido, Irlanda, Canadá, Nova Zelândia |

Também é possível usar outras unidades. Por exemplo, na década de 1930, Widmark mediu o álcool e o sangue por massa e relatou suas concentrações em unidades de g/kg ou mg/g, peso de álcool por peso de sangue. A massa de 1 mL de sangue é de aproximadamente 1,055 g, portanto, um teor de álcool massa-volume de 1 g/L corresponde a um teor massa-massa de 0,948 mg/g. Suécia, Dinamarca, Noruega, Finlândia, Alemanha e Suíça usam concentrações de massa em suas leis, mas essa distinção é frequentemente ignorada em materiais públicos, assumindo implicitamente que 1L de sangue pesa 1 kg.
Na farmacocinética é comum usar a quantidade de substância em moles para quantificar a dose. Como a massa molar do etanol é 46,07 g/mol, um TAS de 1 g/L é 21,706 mmol/L (21,706 mM).

## Efeitos por teor alcoólico
Mais informações: Efeitos de curta duração pelo consumo de álcool
| Nível de álcool | Nível de álcool | Nível de álcool | Efeitos                                                                            | Ref           |
| TAS             | por mil         | mg%             | Efeitos                                                                            | Ref           |
| 0,01–0,05%      | 0,1–0,5         | 10–50           | Relaxamento leve e inibição social reduzida; julgamento e coordenação prejudicados | [ 12 ]        |
| 0,06–0,20%      | 0,6–2           | 60–200          | Alterações emocionais, problemas de visão, audição, fala e habilidades motoras     | [ 12 ]        |
| 0,2–0,3%        | 2–3             | 200–300         | Incontinência urinária, vômitos e sintomas de intoxicação por álcool               | [ 13 ] [ 14 ] |
| 0,3–0,4%        | 3–4             | 300–400         | Possível perda total de consciência; sinais de intoxicação alcoólica grave         | [ 13 ] [ 14 ] |
| >0,4%           | >4              | >400            | Potencialmente fatal, pode resultar em coma ou insuficiência respiratória          | [ 13 ] [ 14 ] |

A magnitude da deficiência sensorial pode variar em pessoas de pesos diferentes. O Instituto Nacional sobre Abuso de Álcool e Alcoolismo dos Estados Unidos (NIAAA) define o termo "consumo episódico excessivo de álcool" como um padrão de consumo que leva a concentração de álcool no sangue de uma pessoa a 0,08 gramas por cento ou mais.

## Estimativa

### Medição direta
As amostras de sangue para análise de alcoolemia são normalmente obtidas por meio da coleta de uma amostra de sangue venoso do braço. Existem vários métodos para determinar a concentração de álcool em uma amostra de sangue. Os laboratórios forenses normalmente usam cromatografia gasosa headspace combinada com espectrometria de massa ou detecção por ionização de chama, pois esse método é preciso e eficiente. Os hospitais normalmente usam o imunoensaio enzimático multiplicado, que mede a coenzima dinucleótido de nicotinamida e adenina reduzida. Esse método está mais sujeito a erros, mas pode ser realizado rapidamente em paralelo com outras medições de amostras de sangue.
Na Alemanha, o TAS é determinado medindo-se o nível sérico e depois convertendo-se para sangue total, dividindo-se pelo fator 1,236. Esse cálculo subestima o TAS em 4% a 10% em comparação com outros métodos.
O Nomes e Códigos Identificadores de Observação Lógica (LOINC) é um banco de dados e um padrão universal para identificar observações médicas laboratoriais. Os exames cadastrados no banco de dados relacionados ao TAS são citados na tabela a seguir.
| Nome comum                                               | Código LOINC |
| -------------------------------------------------------- | ------------ |
| Etanol [Presença] no sangue                              | 5639-0       |
| Etanol [Massa/volume] no sangue                          | 5640-8       |
| Etanol [Moles/volume] no sangue                          | 15120-9      |
| Etanol [Massa/volume] no sangue por cromatografia gasosa | 56478-1      |

### Por etilômetro

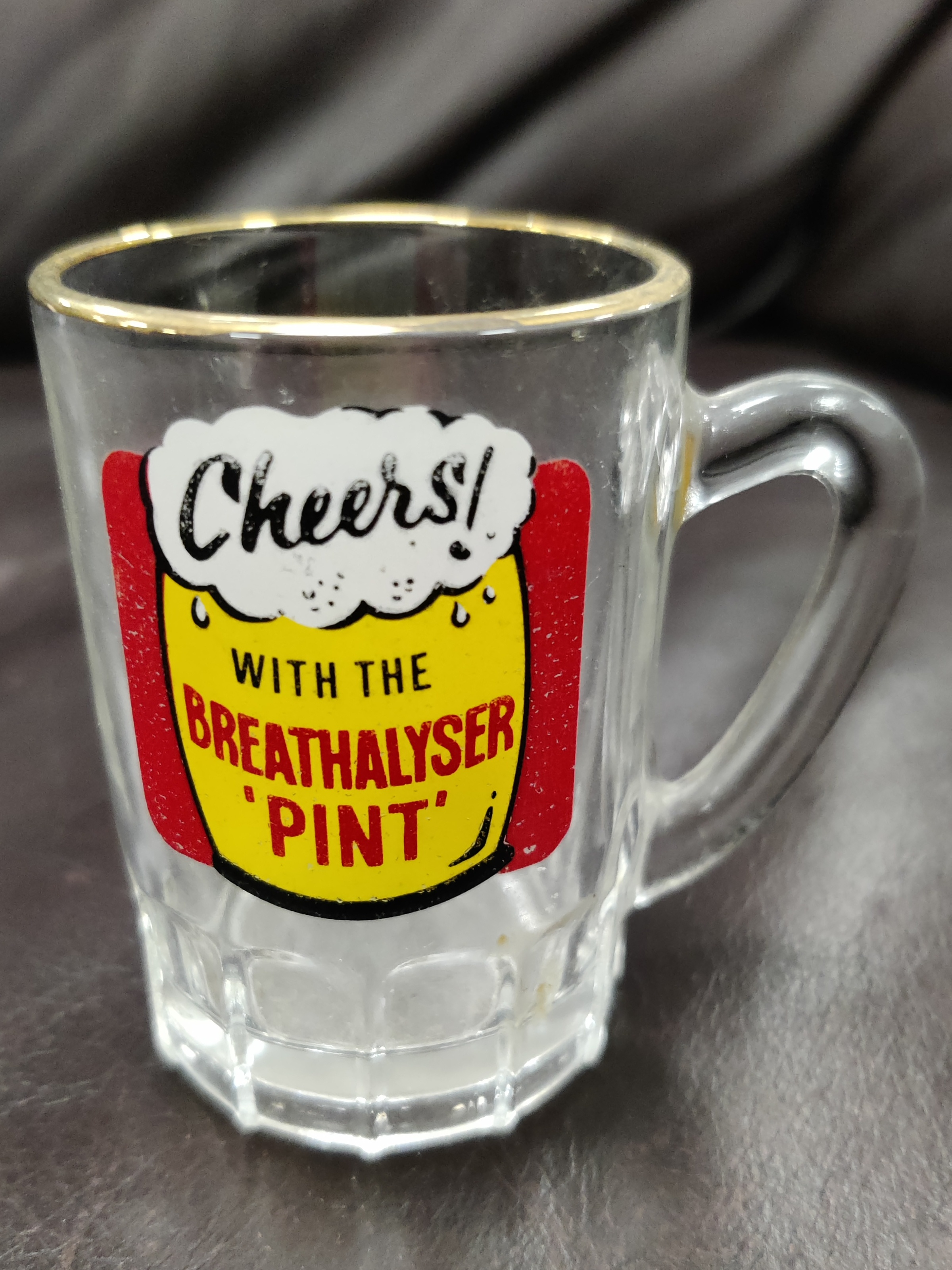
Copo de cerveja "Breathalyser 'pint'", com cerca de 5cm de altura, datado da época da introdução dos etilômetros no Reino Unido, em 1967

A quantidade de álcool no ar alveolar pode ser medida sem a necessidade de coleta de sangue, soprando em um etilômetro, comumente conhecido como bafômetro, resultando em um teor de álcool no hálito. Este se correlaciona especificamente com a concentração de álcool no sangue arterial, satisfazendo a equação TAS arterial = TA no hálito × 2251 ± 46. Sua correlação com o TAS padrão encontrado pela coleta de sangue venoso é menor. As jurisdições variam no fator de conversão estatutário de TA no hálito para TA no sangue, de 2000 a 2400. Muitos fatores podem afetar a precisão do teste do etilômetro, mas ele é o método mais comum para medir as concentrações de álcool na maioria das jurisdições.

### Por ingestão
O TAS pode ser estimado por um modelo desenvolvido pelo professor sueco Erik Widmark na década de 1920. O modelo corresponde a um modelo farmacocinético de compartimento único com absorção instantânea e cinética de ordem zero para eliminação. O modelo é mais preciso quando usado para estimar o TAS algumas horas após a ingestão de uma única dose de álcool em jejum, e pode estar dentro de um coeficiente de variação de 20% do valor real. Ele é menos preciso para níveis de TAS abaixo de 0,2 g/L (o álcool não é eliminado tão rapidamente quanto previsto) e para o consumo com alimentos (superestima o pico de TAS e o tempo para voltar a zero). A equação varia de acordo com as unidades e aproximações usadas, mas em sua forma mais simples é dada por:
{\displaystyle CEAS={\frac {A}{V_{d}}}-\beta \times T}
onde:
- CEAS é a concentração estimada de álcool no sangue (g/L)
- A é a massa de álcool consumida (g)
- T é o tempo durante o qual o álcool esteve presente no sangue (geralmente o tempo desde o início do consumo), em horas
- β é a taxa que o álcool é eliminado, com média de cerca de 0,15 g/L/hr
- Vd é o volume de distribuição (L); normalmente, o peso corporal (kg) multiplicado por 0,71 L/kg para homens e 0,58 L/kg para mulheres

Exemplos:
- Um homem de 80 kg bebe 2 drinques padrão americano (3 oz ou 28,35 g) de vodca com 40% de álcool por volume (APV), contendo 14 g de etanol cada (28 g no total). Após duas horas:

{\displaystyle CEAS=28/(0,71\cdot 80)-(0,148\cdot 2)\approx 0,197{\text{g/L}}=0.0197\%{\text{ TAS}}}
- Uma mulher de 70 kg bebe 63 g de vodca com 40% APV, contendo 21 g de etanol. Após duas horas:

{\displaystyle CEAS=21/(0,58\cdot 70)-(0,156\cdot 2)\approx 0,205{\text{g/L}}=0.0205\%{\text{ TAS}}}O volume de distribuição Vd  contribui com cerca de 15% da incerteza da equação de Widmark e tem sido objeto de muitas pesquisas. Ele corresponde ao volume de sangue no corpo. Em sua pesquisa, Widmark usou unidades de massa (g/kg) para a CEAS, portanto, ele calculou a massa aparente de distribuição Md ou a massa de sangue em quilogramas. Ele ajustou uma equação {\displaystyle M_{d}=\rho _{m}W} do peso corporal W em kg, encontrando um fator rho médio de 0,68 para homens e 0,55 para mulheres. Esse ρm tem unidades de dose por peso corporal (g/kg) dividido pela concentração (g/kg) e, portanto, não tem dimensão. No entanto, os cálculos modernos usam concentrações de peso/volume (g/L) para CEAS, de modo que os fatores rho de Widmark devem ser ajustados para a densidade do sangue, 1,055 g/mL. Esse{\displaystyle \rho _{v}=V_{d}/W} tem unidades de dose por peso corporal (g/kg) dividida pela concentração (g/L de sangue); o cálculo fornece valores de 0,64 L/kg para homens e 0,52 L/kg para mulheres, inferiores ao original.
Estudos mais recentes atualizaram esses valores para uma média populacional de ρv de 0,71 L/kg para homens e 0,58 L/kg para mulheres. Mas os valores individuais de Vd podem variar significativamente; o intervalo de 95% para ρv é de 0,58-0,83 L/kg para homens e 0,43-0,73 L/kg para mulheres. Um método mais preciso para calcular Vd é usar a água corporal total (ACT). Experimentos confirmaram que o álcool se distribui quase exatamente na proporção da ACT. A ACT pode ser calculada por meio da análise da composição corporal ou estimada por meio de fórmulas antropométricas baseadas em idade, altura e peso. A Vd é então dada por {\displaystyle ACT_{\text{kg}}/F_{\text{água}}}, onde 𝐹água é o conteúdo de água do sangue, aproximadamente 0,825 peso/volume para homens e 0,838 peso/volume para mulheres.
A taxa de eliminação do sangue, β, talvez seja o parâmetro mais importante, contribuindo com 60% da incerteza da equação de Widmark. Da mesma forma que ρ, seu valor depende das unidades usadas para o sangue. A taxa de eliminação varia 58% por ocasião e 42% entre indivíduos; portanto, é difícil determinar β com precisão, sendo mais prático usar uma média e uma faixa de valores. Os valores médios para 164 homens e 156 mulheres foram 0,148 g/L/h e 0,156 g/L/h, respectivamente. Embora estatisticamente significativa, a diferença entre os sexos é pequena em comparação com a incerteza geral, portanto, Jones recomenda usar o valor 0,15 para a média e o intervalo de 0,10 a 0,25 g/L/h para fins forenses, para todos os indivíduos. As explicações para a diferença entre gênero são bastante variadas e incluem o tamanho do fígado, efeitos secundários do volume de distribuição e hormônios específicos do sexo. Sobre os efeitos secundários, a cinética de ordem zero não é um modelo adequado para a eliminação do etanol; a taxa de eliminação é melhor descrita pela cinética de Michaelis-Menten. A cinética M-M é aproximadamente de ordem zero acima de uma TAS de 0,15-0,20 g/L, mas abaixo desse valor o álcool é eliminado mais lentamente e a taxa de eliminação segue mais de perto a cinética de primeira ordem. Essa mudança de comportamento não foi percebida por Widmark porque ele não pôde analisar níveis baixos de TAS. Um estudo de 2023 usando um modelo mais complexo de dois compartimentos com cinética de eliminação M-M, com dados de 60 homens e 12 mulheres, encontrou efeitos estatisticamente pequenos do gênero na taxa de eliminação máxima e os excluiu do modelo final. O consumo de alimentos próximo ao consumo de álcool aumenta significativamente a taxa de eliminação.
Em termos de onças fluidas de álcool consumidas e peso em libras, a fórmula de Widmark pode ser simplesmente aproximada como:
{\displaystyle CEAS=8\times {\text{fl oz}}/{\text{peso em libras}}-\beta \times T}
para um homem ou
{\displaystyle CEAS=10\times {\text{fl oz}}/{\text{peso em libras}}-\beta \times T}

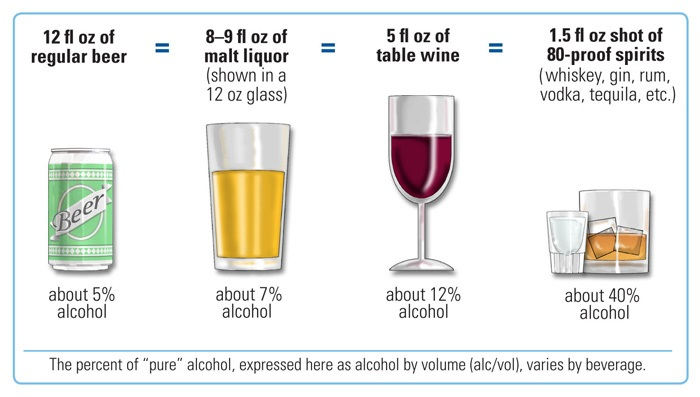
Comparação de bebidas padrão dos Estados Unidos para cerveja, licor de malte, vinho e destilados. Cada uma contém cerca de 14 gramas ou 17,7 mL de etanol

para uma mulher, em que os fatores CEAS e β são dados como g/dL (% TAS), como um fator β de 0,015% TAS por hora.

### Por bebidas padrão
Os exemplos acima definem uma bebida padrão como 0,6 onças fluidas (14 g ou 17,7 mL) de etanol, embora existam outras definições, por exemplo, 10 gramas de etanol.
| Drinks                                                                     | Sexo   | Peso corporal | Peso corporal | Peso corporal | Peso corporal | Peso corporal | Peso corporal | Peso corporal | Peso corporal | Peso corporal |
| Drinks                                                                     | Sexo   | 40 kg 90 lb   | 45 kg 100 lb  | 55 kg 120 lb  | 64 kg 140 lb  | 73 kg 160 lb  | 82 kg 180 lb  | 91 kg 200 lb  | 100 kg 220 lb | 109 kg 240 lb |
| -------------------------------------------------------------------------- | ------ | ------------- | ------------- | ------------- | ------------- | ------------- | ------------- | ------------- | ------------- | ------------- |
| 1                                                                          | homem  | –             | 0,04          | 0,03          | 0,03          | 0,02          | 0,02          | 0,02          | 0,02          | 0,02          |
| 1                                                                          | mulher | 0,05          | 0,05          | 0,04          | 0,03          | 0,03          | 0,03          | 0,02          | 0,02          | 0,02          |
| 2                                                                          | homem  | –             | 0,08          | 0,06          | 0,05          | 0,05          | 0,04          | 0,04          | 0,03          | 0,03          |
| 2                                                                          | mulher | 0,10          | 0,09          | 0,08          | 0,07          | 0,06          | 0,05          | 0,05          | 0,04          | 0,04          |
| 3                                                                          | homem  | –             | 0,11          | 0,09          | 0,08          | 0,07          | 0,06          | 0,06          | 0,05          | 0,05          |
| 3                                                                          | mulher | 0,15          | 0,14          | 0,11          | 0,10          | 0,09          | 0,08          | 0,07          | 0,06          | 0,06          |
| 4                                                                          | homem  | –             | 0,15          | 0,12          | 0,11          | 0,09          | 0,08          | 0,08          | 0,07          | 0,06          |
| 4                                                                          | mulher | 0,20          | 0,18          | 0,15          | 0,13          | 0,11          | 0,10          | 0,09          | 0,08          | 0,08          |
| 5                                                                          | homem  | –             | 0,19          | 0,16          | 0,13          | 0,12          | 0,11          | 0,09          | 0,09          | 0,08          |
| 5                                                                          | mulher | 0,25          | 0,23          | 0,19          | 0,16          | 0,14          | 0,13          | 0,11          | 0,10          | 0,09          |
| 6                                                                          | homem  | –             | 0,23          | 0,19          | 0,16          | 0,14          | 0,13          | 0,11          | 0,10          | 0,09          |
| 6                                                                          | mulher | 0,30          | 0,27          | 0,23          | 0,19          | 0,17          | 0,15          | 0,14          | 0,12          | 0,11          |
| 7                                                                          | homem  | –             | 0,26          | 0,22          | 0,19          | 0,16          | 0,15          | 0,13          | 0,12          | 0,11          |
| 7                                                                          | mulher | 0,35          | 0,32          | 0,27          | 0,23          | 0,20          | 0,18          | 0,16          | 0,14          | 0,13          |
| 8                                                                          | homem  | –             | 0,30          | 0,25          | 0,21          | 0,19          | 0,17          | 0,15          | 0,14          | 0,13          |
| 8                                                                          | mulher | 0,40          | 0,36          | 0,30          | 0,26          | 0,23          | 0,20          | 0,18          | 0,17          | 0,15          |
| 9                                                                          | homem  | –             | 0,34          | 0,28          | 0,24          | 0,21          | 0,19          | 0,17          | 0,15          | 0,14          |
| 9                                                                          | mulher | 0,45          | 0,41          | 0,34          | 0,29          | 0,26          | 0,23          | 0,20          | 0,19          | 0,17          |
| 10                                                                         | homem  | –             | 0,38          | 0,31          | 0,27          | 0,23          | 0,21          | 0,19          | 0,17          | 0,16          |
| 10                                                                         | mulher | 0,51          | 0,45          | 0,38          | 0,32          | 0,28          | 0,25          | 0,23          | 0,21          | 0,19          |
| Subtrair aproximadamente 0,01 a cada 40 minutos após a ingestão da bebida. |        |               |               |               |               |               |               |               |               |               |

### Por treinamento
Se os indivíduos estimarem seu TAS e fizer uma conferência por meio de um etilômetro, e se esse procedimento for repetido várias vezes durante uma sessão de consumo de álcool, os estudos mostram que os indivíduos podem aprender a estimar seu TAS, com um erro médio de 9 mg/100 mL (0,009% TAS). Essa capacidade é robusta para diferentes tipos de bebida alcoólica, diferentes quantidades de bebida e bebidas com níveis desconhecidos de álcool. Indivíduos treinados podem até mesmo tomar bebidas alcoólicas para ajustar ou manter o TAS em um nível desejado. O treinamento da habilidade não parece exigir nenhuma informação ou procedimento além do resultado do etilômetro, embora a maioria dos estudos tenha fornecido informações de sintomas de intoxicação em diferentes níveis de TAS. Os participantes podem continuar a manter a habilidade um mês após o treinamento.

### Post-mortem
Após acidentes fatais, é comum verificar os níveis de álcool no sangue das pessoas envolvidas. Entretanto, logo após a morte, o corpo começa a entrar em putrefação, um processo biológico que produz etanol. Isso pode dificultar a determinação conclusiva do teor de álcool no sangue em autópsias, especialmente em corpos recuperados da água. Por exemplo, após o acidente de 1975 no metrô de Moorgate, os rins do motorista tinham uma concentração de álcool no sangue de 80 mg/100 mL, mas não foi possível estabelecer o quanto disso poderia ser atribuído à decomposição natural, uma vez que levou 4 dias para sua retirada. Pesquisas mais recentes mostraram que o fluido vítreo (ocular) fornece uma estimativa mais precisa da concentração de álcool no sangue que está menos sujeita aos efeitos da decomposição ou contaminação.

## Limites legais

Mapa da Europa mostrando os limites de álcool no sangue nos países, definidos em g/dL para a população em geral

Para fins de aplicação da lei, o TAS é usado para definir a intoxicação e fornece uma medida aproximada do comprometimento da direção. Embora o grau de comprometimento possa variar entre indivíduos com o mesmo teor de álcool no sangue, ele pode ser medido objetivamente e, portanto, é legalmente útil e difícil de contestar no tribunal. A maioria dos países proíbe a operação de veículos motorizados e máquinas pesadas acima dos níveis prescritos de TAS. A operação de barcos e aeronaves também é regulamentada. Algumas jurisdições também regulamentam o uso de bicicletas sob influência. O nível de álcool no qual uma pessoa é considerada legalmente incapacitada para dirigir varia de acordo com o país.

## Suposições com testes

### Extrapolação
A extrapolação retrógrada é o processo matemático pelo qual a concentração de álcool no sangue de uma pessoa no momento em que ela dirige é estimada projetando-se para trás a partir de um teste químico posterior. Isso envolve estimar a absorção e a eliminação do álcool no intervalo entre a condução e o teste. A taxa de eliminação em uma pessoa comum é comumente estimada em 0,015 a 0,020 g/dL/h, embora, novamente, isso possa variar de pessoa para pessoa e em uma determinada pessoa de um momento para outro. O metabolismo pode ser afetado por vários fatores, incluindo a temperatura corporal, o tipo de bebida alcoólica consumida e a quantidade e o tipo de alimento consumido.
Em um número cada vez maior de estados foram promulgadas leis para facilitar essa tarefa especulativa: presume-se legalmente que o TAS no momento da condução seja o mesmo que o verificado posteriormente. Normalmente, há limites de tempo para essa presunção, geralmente de duas ou três horas, e o réu tem permissão para oferecer provas para refutar essa presunção.
A extrapolação posterior também pode ser usada. Se a quantidade de álcool consumida for conhecida, juntamente com variáveis como o peso e o sexo do indivíduo e o período e a taxa de consumo, o nível de álcool no sangue pode ser estimado por meio de extrapolação. Embora sujeito às mesmas falhas da extrapolação retrógrada - suposições baseadas em médias e variáveis desconhecidas - isso pode ser relevante para estimar o TAS ao dirigir e/ou corroborar ou contradizer os resultados de um teste químico posterior.

## Metabolismo
O álcool é absorvido por todo o trato gastrointestinal, mas mais lentamente no estômago do que no intestino delgado ou grosso. Por esse motivo, o álcool consumido com alimentos é absorvido mais lentamente, pois passa mais tempo no estômago. Além disso, a álcool desidrogenase está presente no revestimento do estômago. Após a absorção, o álcool passa para o fígado por meio do sistema porta hepático, onde sofre uma primeira transformação metabólica antes de entrar na corrente sanguínea geral.
O álcool é removido da corrente sanguínea por uma combinação de metabolismo, excreção e evaporação. O álcool é metabolizado principalmente por um grupo de seis enzimas chamadas coletivamente de álcool desidrogenases. Elas convertem o etanol em acetaldeído (um intermediário mais tóxico que o etanol). Em seguida, a enzima acetaldeído desidrogenase [en] (ALDH) converte o acetaldeído em ácido acético não tóxico.
Muitos materiais fisiologicamente ativos são removidos da corrente sanguínea (seja por metabolismo ou excreção) em uma taxa proporcional à concentração atual, de modo que apresentam decaimento exponencial com uma meia-vida característica. No entanto, isso não se aplica ao álcool. Doses típicas de álcool, na verdade, saturam a capacidade das enzimas, de modo que o álcool é removido da corrente sanguínea em uma taxa aproximadamente constante. Essa taxa varia consideravelmente entre os indivíduos. Outra diferença na eliminação do álcool é baseada no sexo do indivíduo. Para as mulheres, a concentração de álcool no leite materno produzido durante a lactação está intimamente relacionada ao teor de álcool no sangue. Pessoas com menos de 25 anos, mulheres ou pessoas com doença hepática podem processar o álcool mais lentamente.
Leituras de TAS falsamente altas podem ser observadas em pacientes com doença ou insuficiência renal ou hepática. Isso pode ocorrer como resultado do excesso de amônia no corpo quando os rins ou o fígado não conseguem metabolizar adequadamente. O acúmulo de amônia pode facilmente confundir o etilômetro. A hipoglicemia também pode causar um falso positivo, pois as pessoas com hipoglicemia podem ter níveis mais altos de acetona no hálito, que podem ser altos o suficiente para causar uma leitura falsa positiva.
Essas pessoas também têm deficiência de aldeído desidrogenase, o que faz com que os níveis de acetaldeído atinjam picos mais altos, produzindo ressacas mais graves e outros efeitos, como rubor e taquicardia. Por outro lado, membros de certas etnias que tradicionalmente não usavam bebidas alcoólicas têm níveis mais baixos de álcool desidrogenases e, portanto, ficam "sóbrios" muito lentamente, mas atingem concentrações mais baixas de aldeído e têm ressacas mais leves. A taxa de desintoxicação do álcool também pode ser retardada por determinados medicamentos que interferem na ação das desidrogenases do álcool, principalmente aspirina, furfural, vapores de determinados solventes, muitos metais pesados e alguns compostos de pirazol. A cimetidina, a ranitidina e o acetaminofeno (paracetamol) também são suspeitos de ter esse efeito.
Atualmente, a única substância conhecida que pode aumentar a taxa de metabolismo do álcool é a frutose. O efeito pode variar significativamente de pessoa para pessoa, mas foi demonstrado que uma dose de 100 g de frutose aumenta o metabolismo do álcool em uma média de 80%. A frutose também aumenta os falsos positivos de leituras de TAS elevado em pessoas com proteinúria e hematúria, devido ao metabolismo dos rins e do fígado.
O pico do nível de álcool no sangue (ou concentração de álcool) é reduzido após uma grande refeição.

## Níveis mais altos
Foram registrados casos de teor de álcool no sangue superior a 1%:
- Em 1982, uma mulher de 24 anos deu entrada no pronto-socorro da Universidade da Califórnia (UCLA) com um teor de álcool no soro de 1,51%, o que corresponde a um TAS de 1,33%. Ela estava alerta e orientada quanto à pessoa e ao local e sobreviveu.[51] A concentração de álcool no soro não é igual nem é calculada da mesma forma que o TAS.[52]
- Em 1984, um homem de 30 anos sobreviveu a uma concentração de álcool no sangue de 1,5% após uma vigorosa intervenção médica que incluiu diálise e terapia intravenosa com frutose.[53]
- Em 1995, um homem de Wrocław, na Polônia, causou um acidente de carro perto de sua cidade natal. Ele tinha um TAS de 1,48%; foi testado cinco vezes, e cada teste apresentou o mesmo resultado. Ele morreu alguns dias depois devido aos ferimentos causados pelo acidente.[54]
- Em 2004, uma mulher taiwanesa não identificada morreu de intoxicação alcoólica após ficar imersa por doze horas em uma banheira com 40% de etanol. Seu teor de álcool no sangue era de 1,35%. Acreditava-se que ela havia se imergido devido à epidemia de SARS.[55]
- Na África do Sul, um homem que dirigia uma van Mercedes-Benz Vito com 15 ovelhas, supostamente roubadas de fazendas próximas, foi preso em 22 de dezembro de 2010, perto de Queenstown, no Cabo Oriental. Seu sangue tinha um teor alcoólico de 1,6%. Também estavam no veículo cinco meninos e uma mulher, que também foram presos.[56]
- Em 26 de outubro de 2012, um homem de Gmina Olszewo-Borki, Polônia, que morreu em um acidente de carro, registrou um teor de álcool no sangue de 2,23%; no entanto, a amostra de sangue foi coletada de um ferimento e, portanto, possivelmente contaminada.[54]
- Em 26 de julho de 2013, um homem de 30 anos de Alfredówka, Polônia, foi encontrado pela Patrulha da Polícia Municipal de Nowa Dęba deitado na vala ao longo da estrada em Tarnowska Wola. No hospital, foi registrado que o homem tinha um teor de álcool no sangue de 1,374%. O homem sobreviveu.[57][58]